# Spoorlijn Montier-en-Der - Éclaron
De spoorlijn Jessains - Sorcy was een Franse spoorlijn van Montier-en-Der naar Éclaron. De opgebroken lijn was 17,5 km lang en heeft als lijnnummer 016 000.

## Geschiedenis
De spoorlijn werd op 10 april 1884 geopend door de Compagnie des chemins de fer de l'Est als verbinding tussen Jessains en Saint-Dizier. Het personenvervoer werd al in 1937 opgeheven. Goederenvervoer heeft plaats gevonden tot 1 april 1991.

## Aansluitingen
In de volgende plaatsen is of was er een aansluiting op de volgende spoorlijnen:
Montier-en-Der
RFN 015 000, spoorlijn tussen Jessains en Sorcy
Éclaron
RFN 018 000, spoorlijn tussen Saint-Dizier en Doulevant-le-Château